# Russell Impagliazzo
Russell Impagliazzo (Providence, 29 de maio de 1963) é um informático estadunidense, professor da Universidade da Califórnia em San Diego.
Obteve um doutorado na Universidade da Califórnia em Berkeley, orientado por Manuel Blum.